# 大阪倶楽部
大阪倶楽部（おおさかくらぶ）は大阪府大阪市中央区にある歴史的建造物。1924年（大正13年）の竣工以来、社交倶楽部である社団法人大阪倶楽部の会員制会館として利用され続けている。

## 沿革
1914年（大正3年）に創建された英国城館風の大阪倶楽部旧館は同倶楽部の主唱者であった住友家を代表して総理事鈴木馬左也がその評議員でもあったので、当時の住友本社営繕課建築係が設計を引き受け、野口孫市と長谷部鋭吉がこれにあたった。1922年（大正11年）に失火のために焼失し、1924年（大正13年）に現在の建物が再建された。第二次世界大戦下の1945年（昭和20年）3月15日には帝国海軍がこれを徴用した。日本の敗戦にいたっては占領軍が接収をなし、1952年（昭和27年）4月10日に解かれるまで供された。現会館は東京の日本橋野村ビルや大阪瓦斯ビルヂングを手がけた安井武雄設計による新館である。
テレマン室内オーケストラによるバロック音楽の月例コンサートをはじめ室内楽の演奏会会場としての役割も担っている。2003年10月から2017年12月まではKCM Concert Series at Osaka Club（大阪倶楽部シリーズ）もほぼ毎月開かれていた。
生きた建築ミュージアム・大阪セレクションに選定されている。

## 建築概要
新館竣工記念冊子で安井が「南欧風ノ様式ニ東洋風ノ手法ヲ加味セルモノ」と説明している通り、旧ローマ市街の建築によく見られる石のアーチが目を引く南欧スタイルを取り入れた重厚な外観に仕上げられており、唐草の縁取りやトーテムポールなど細部の彫刻には東洋・中近東のモチーフを見て取れる。

## 施設
- 屋上 - 屋上ゴルフ場
- 4階 - 大ホール
- 3階 - 1号会議室、2号会議室、3号会議室、別室、和室
- 2階 - 談話室、常食堂（「中央フードサービス株式会社」直営）、新聞・雑誌閲覧コーナー・読書室
- 1階 - 玄関ホール、囲碁・将棋室、酒場・喫茶室、撞球室
- 地階 - 理髪室

## 交通アクセス
- 地下鉄御堂筋線 淀屋橋駅 徒歩5分
- 地下鉄四つ橋線 肥後橋駅 徒歩5分